# Lačna Gora
Lačna Gora je naselje v Občini Oplotnica.